# Sauropus pierrei
Sauropus pierrei är en emblikaväxtart som först beskrevs av Lucien Beille, och fick sitt nu gällande namn av Léon Camille Marius Croizat. Sauropus pierrei ingår i släktet Sauropus och familjen emblikaväxter. Inga underarter finns listade i Catalogue of Life.